# Beaurepaire (Oise)
Pour les articles homonymes, voir Beaurepaire.
Beaurepaire est une commune française située dans le département de l'Oise en région Hauts-de-France. Ses habitants sont appelés les Belliripariens.

## Géographie

### Description
- 1Carte dynamique
- 2Carte OpenStreetMap
- 3Carte topographique
- 4Carte avec les communes environnantes

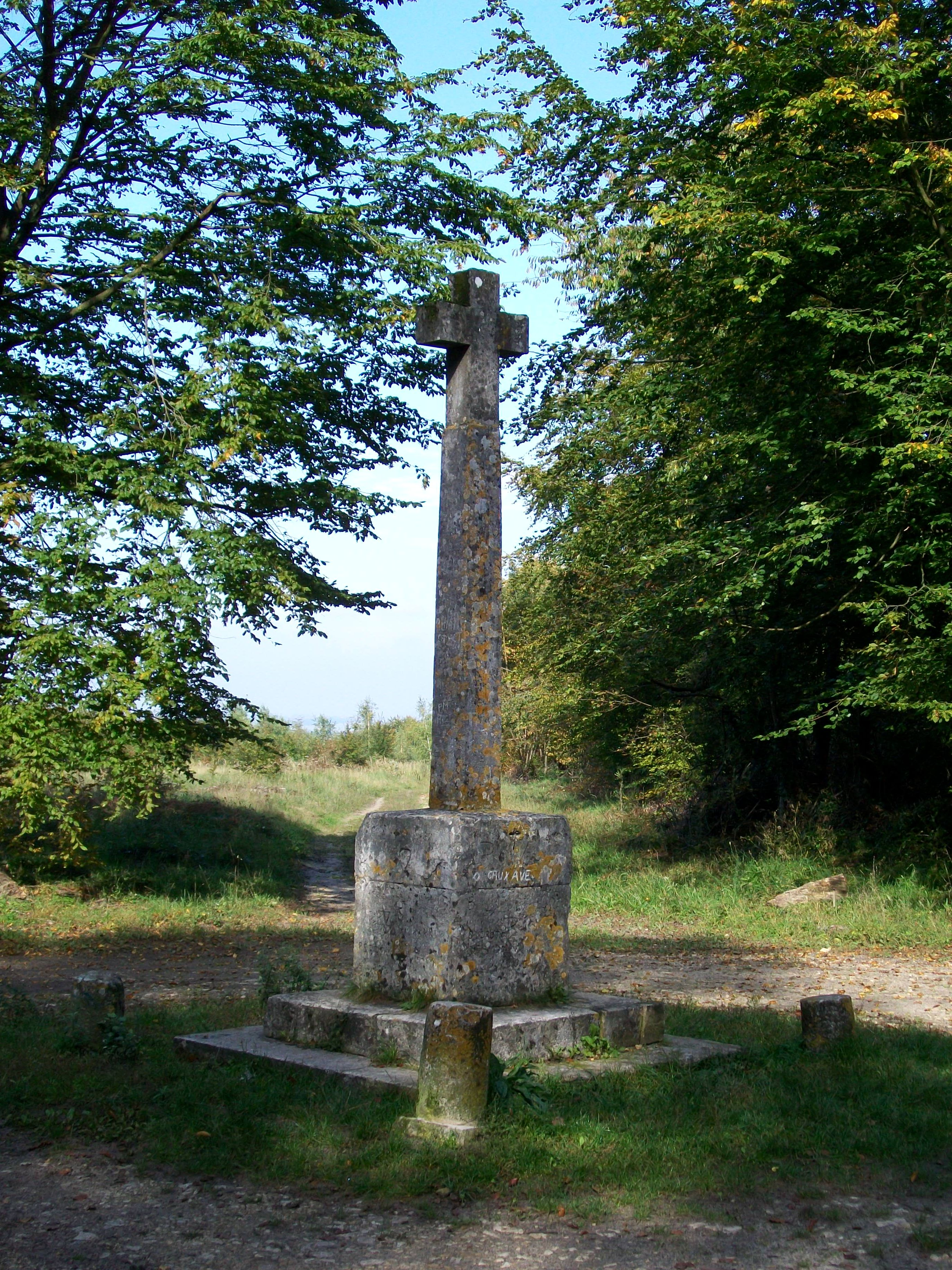
Carrefour des Veneurs dans la forêt d'Halatte.

La commune de Beaurepaire est située dans le département de l'Oise, sur la rive gauche de l'Oise, à la lisière nord de la forêt d'Halatte, à mi-chemin entre Pont-Sainte-Maxence et Verneuil-en-Halatte, et non loin de Creil. Elle fait partie du Parc naturel régional Oise-Pays de France
Sur le plan du paysage, le territoire communal est partagé entre la forêt d'Halatte, qui occupe toute la partie au sud de la RD 120, et les plaines alluviales dans la vallée de l'Oise, entre la RD 120 et la rivière. L'on y trouve des prairies, des surfaces agricoles, quatre étangs de pêche artificiels, un marais et des petits bois, à une altitude variant entre 28 m et 39 m seulement. Le point culminant de la commune est localisé à l'extrémité sud-ouest du territoire communal, au carrefour du Four en forêt d'Halatte, à 107 m.
La RD 120 est l'unique route traversant Beaurepaire, sans compter les chemins ruraux et routes forestières. Il n'y a pas de desserte par les transports en commun. Parmi les quatre communes limitrophes, Brenouille est située sur la rive opposée de l'Oise, et Fleurines est séparée de Beaurepaire par la forêt.

### Communes limitrophes
| Brenouille          |             |                     |
| Verneuil-en-Halatte | Beaurepaire | Pont-Sainte-Maxence |
|                     | Fleurines   |                     |

### Hydrographie

#### Réseau hydrographique
La commune est située dans le bassin Seine-Normandie. Elle est drainée par le fossé 01 de la commune de Beaurepaire et le Fossé de la Cascade,,.

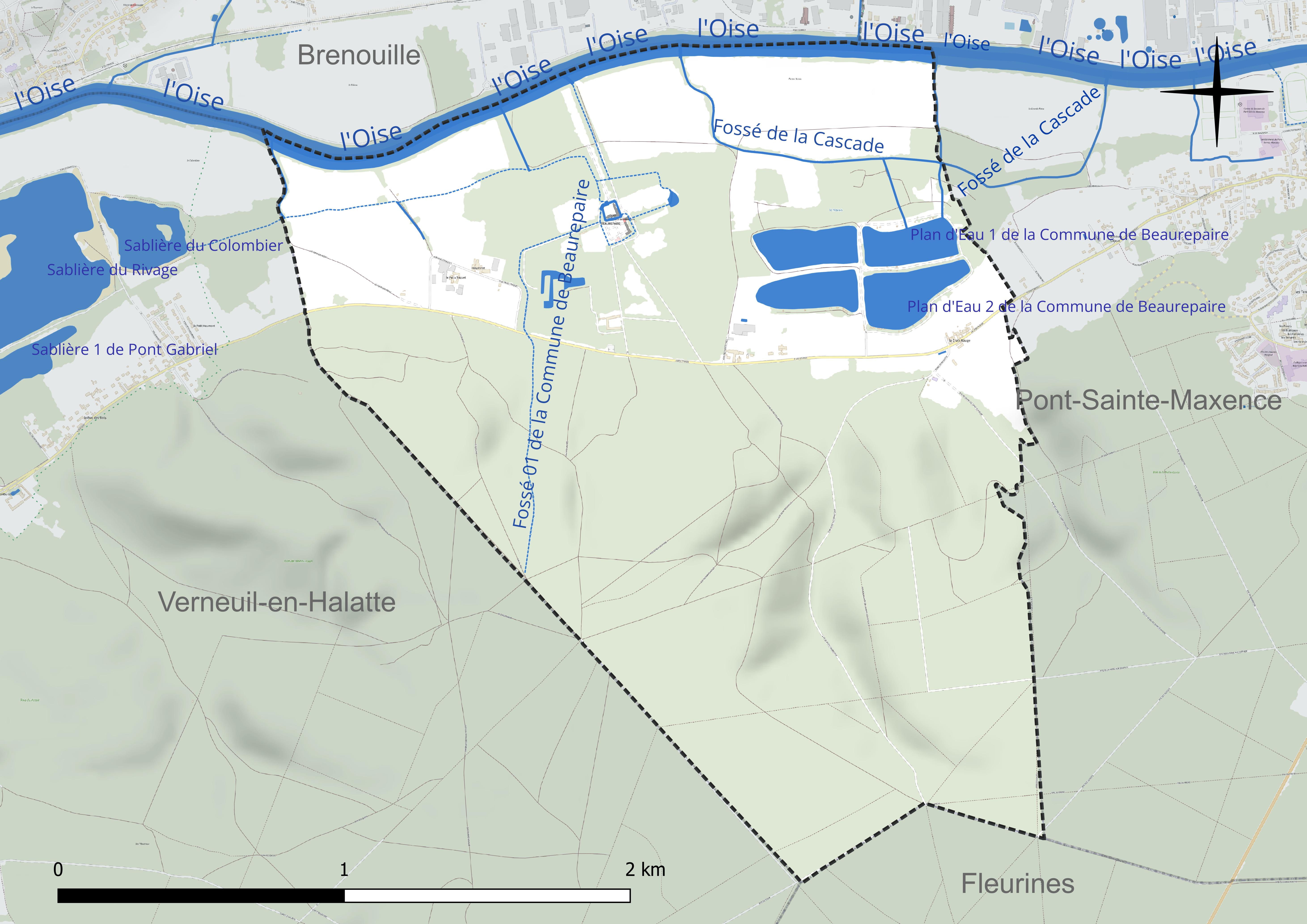
Réseau hydrographique de Beaurepaire.

Cinq plans d'eau complètent le réseau hydrographique : le plan d'eau 1 de la commune de Beaurepaire (4,2 ha), le plan d'eau 2 de la commune de Beaurepaire (5,3 ha), le plan d'eau 3 de la commune de Beaurepaire (4 ha), le plan d'eau 4 de la commune de Beaurepaire (4,4 ha) et le plan d'eau 5 de la commune de Beaurepaire (0,7 ha),.

#### Gestion et qualité des eaux
Le territoire communal est couvert par le schéma d'aménagement et de gestion des eaux (SAGE) « Sensée ». Ce document de planification concerne un territoire de 789 km2 de superficie, délimité par trois bassins versants en totalité ou en partie (Aisne, Oise et Aronde). Le périmètre a été arrêté le 16 octobre 2001 et le SAGE proprement dit a été approuvé le 8 juin 2009, puis révisé le 27 novembre 2019. La structure porteuse de l'élaboration et de la mise en œuvre est le syndicat mixte Oise-Aronde.
La qualité des cours d'eau peut être consultée sur un site dédié géré par les agences de l'eau et l'Agence française pour la biodiversité.

### Climat
Pour des articles plus généraux, voir Climat des Hauts-de-France et Climat de l'Oise.
En 2010, le climat de la commune est de type climat océanique dégradé des plaines du Centre et du Nord, selon une étude du CNRS s'appuyant sur une série de données couvrant la période 1971-2000. En 2020, Météo-France publie une typologie des climats de la France métropolitaine dans laquelle la commune est dans une zone de transition entre le climat océanique et le climat océanique altéré et est dans la région climatique  Nord-est du bassin Parisien, caractérisée par un ensoleillement médiocre, une pluviométrie moyenne régulièrement répartie au cours de l'année et un hiver froid (3 °C).
Pour la période 1971-2000, la température annuelle moyenne est de 10,9 °C, avec une amplitude thermique annuelle de 14,9 °C. Le cumul annuel moyen de précipitations est de 672 mm, avec 9,5 jours de précipitations en janvier et 8,5 jours en juillet. Pour la période 1991-2020, la température moyenne annuelle observée sur la station météorologique la plus proche, située sur la commune de Creil à 8 km à vol d'oiseau, est de 11,2 °C et le cumul annuel moyen de précipitations est de 662,2 mm,. Pour l'avenir, les paramètres climatiques de la commune estimés pour 2050 selon différents scénarios d'émission de gaz à effet de serre sont consultables sur un site dédié publié par Météo-France en novembre 2022.

### Milieux naturels et biodiversité
La forêt d'Halatte est protégée par une ZNIEFF type 1, « Massif forestier d'Halatte » n° national 220005064, et par un site naturel classé « Forêt d'Halatte et ses glacis agricoles », créé par décret du 5 août 1993. Ces sites excluent le secteur au nord de la RD 120. Sinon, l'ensemble du territoire communal entre dans le site inscrit « Vallée de la Nonette » créé par arrêté du 6 février 1970. Finalement, Beaurepaire est membre à part entière du parc naturel régional Oise-Pays de France, instauré par décret du 13 janvier 2004.

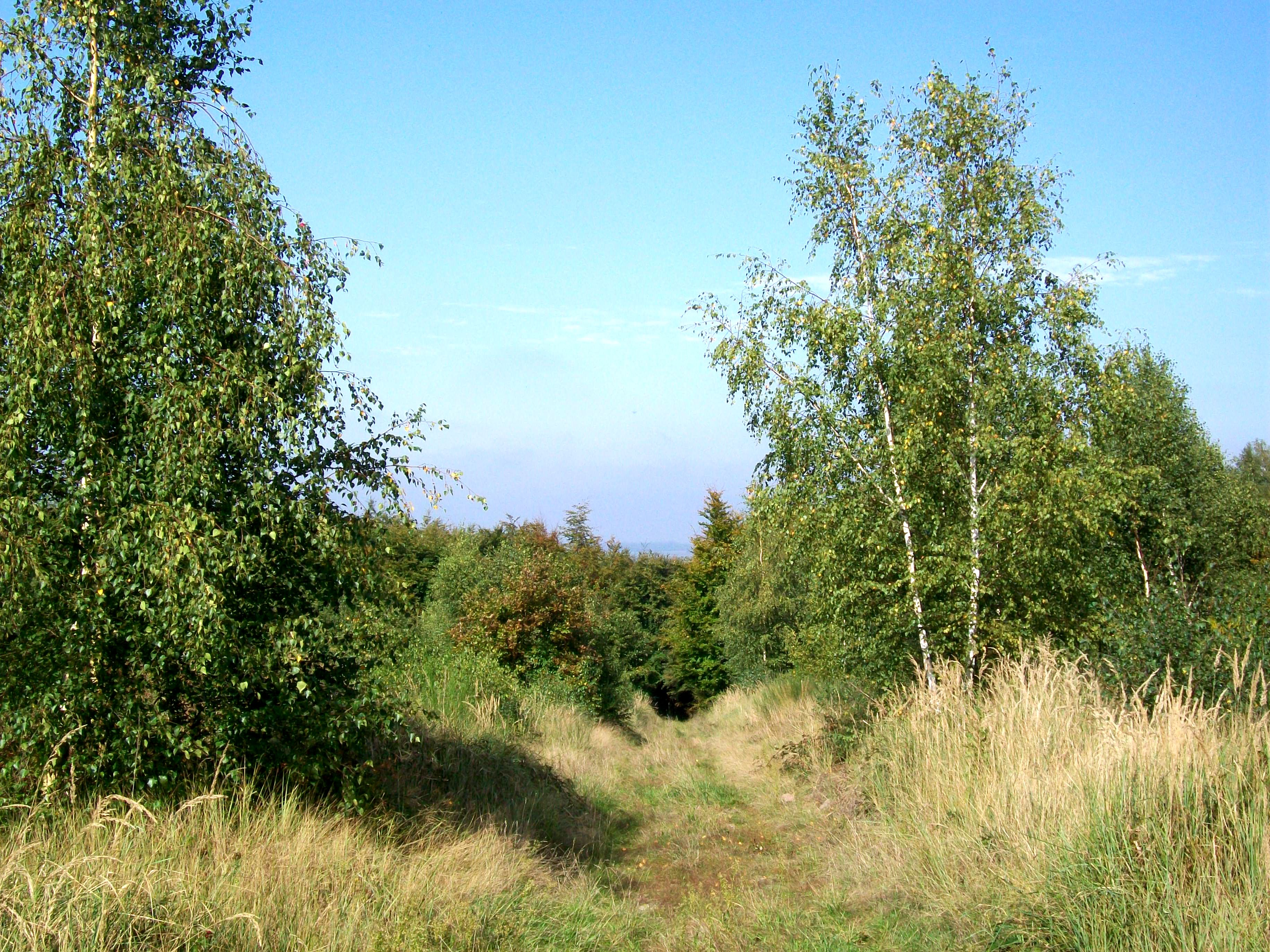
La Cavée des vaches, dans la Forêt d'Halatte
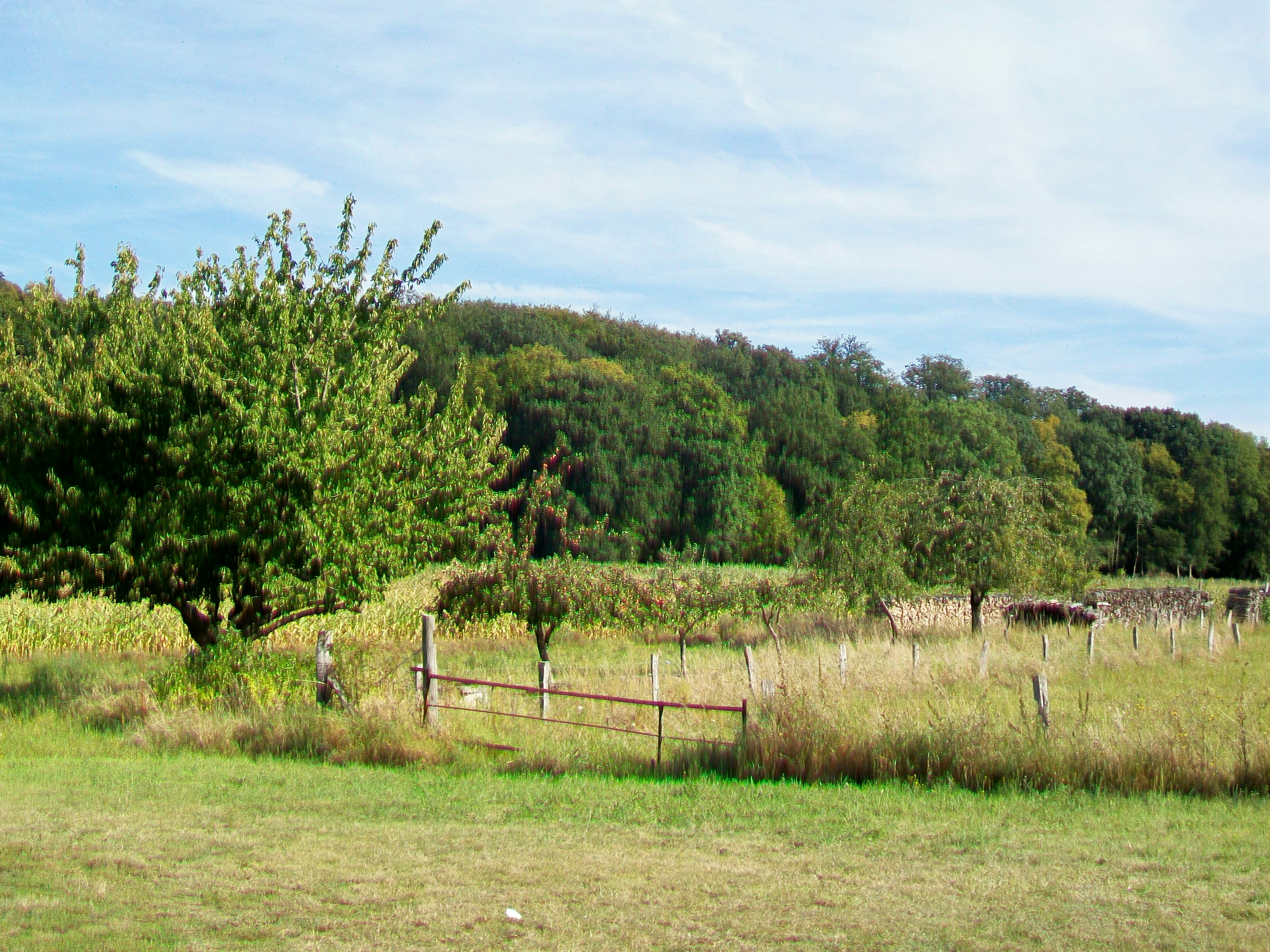
Lisière de la Forêt d'Halatte, au hameau de la Croix Rouge
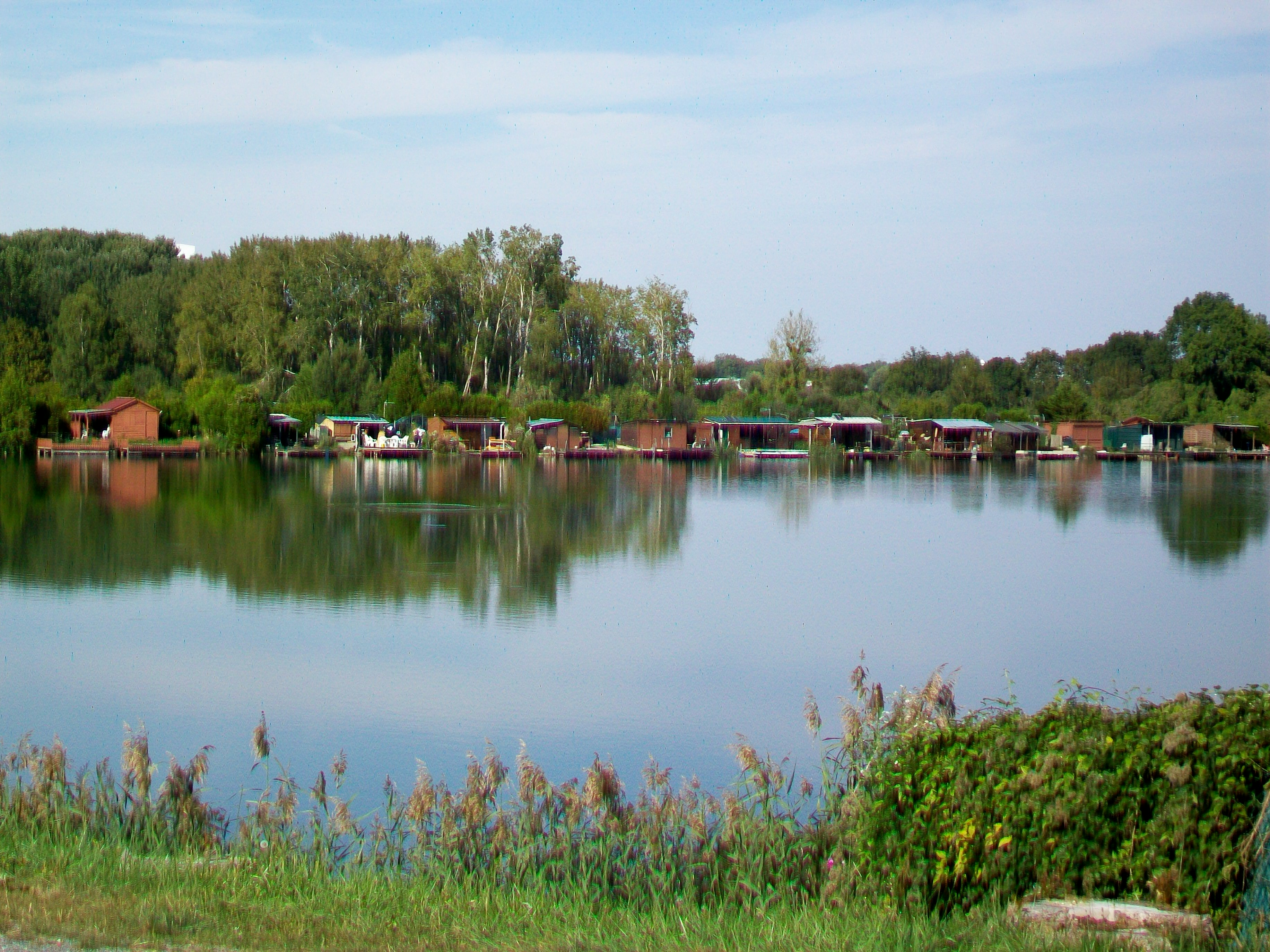
Les étangs

## Urbanisme

### Typologie
Au 1er janvier 2024, Beaurepaire est catégorisée commune rurale à habitat très dispersé, selon la nouvelle grille communale de densité à sept niveaux définie par l'Insee en 2022.
Elle appartient à l'unité urbaine de Pont-Sainte-Maxence, une agglomération intra-départementale regroupant quatre  communes, dont elle est une commune de la banlieue,,. Par ailleurs la commune fait partie de l'aire d'attraction de Paris, dont elle est une commune de la couronne,.

### Occupation des sols
L'occupation des sols de la commune, telle qu'elle ressort de la base de données européenne d'occupation biophysique des sols Corine Land Cover (CLC), est marquée par l'importance des forêts et milieux semi-naturels (69,4 % en 2018), en augmentation par rapport à 1990 (67 %). La répartition détaillée en 2018 est la suivante : 
forêts (54,2 %), milieux à végétation arbustive et/ou herbacée (15,2 %), terres arables (14,9 %), eaux continentales (9 %), prairies (6,7 %). L'évolution de l'occupation des sols de la commune et de ses infrastructures peut être observée sur les différentes représentations cartographiques du territoire : la carte de Cassini (XVIIIe siècle), la carte d'état-major (1820-1866) et les cartes ou photos aériennes de l'IGN pour la période actuelle (1950 à aujourd'hui).

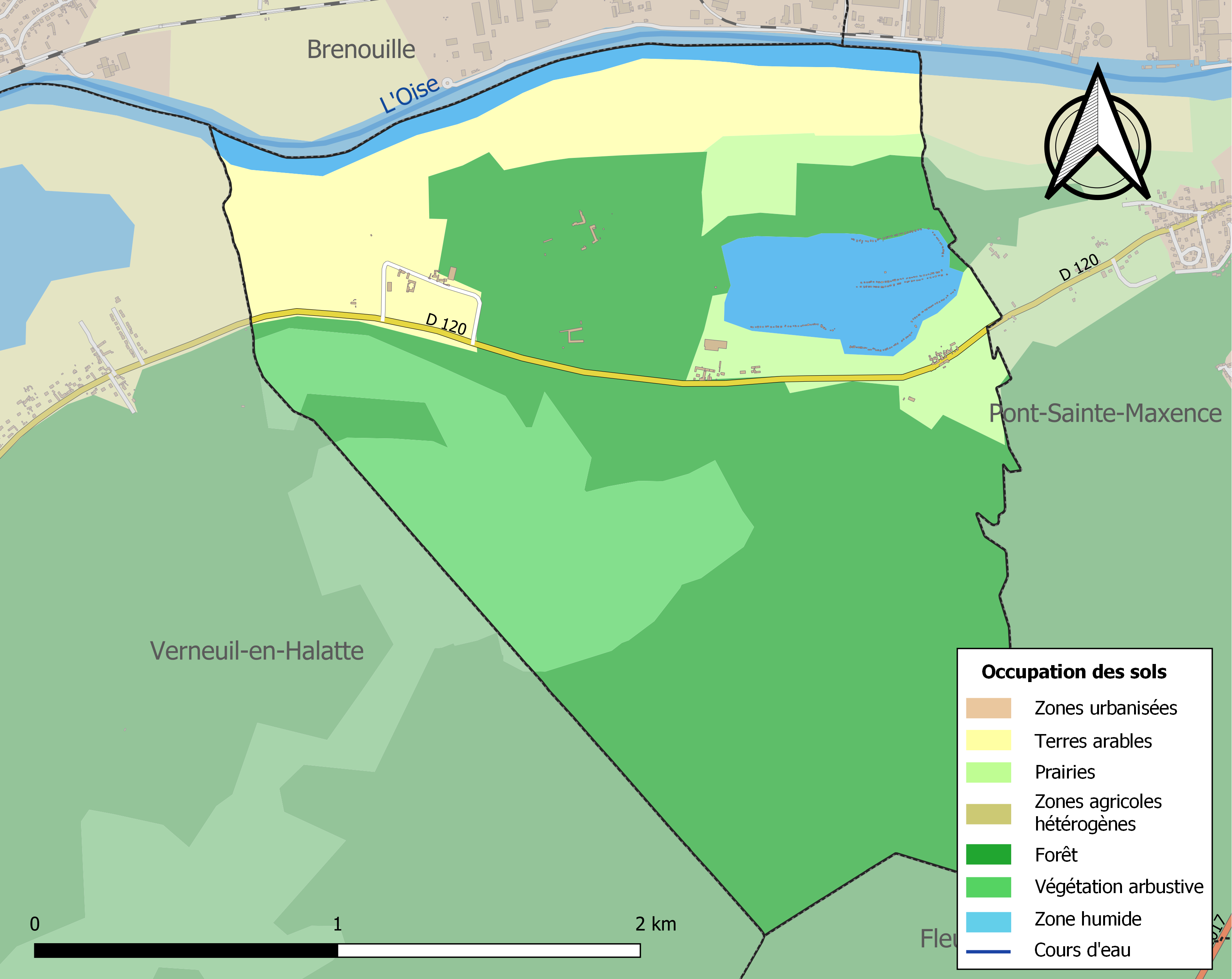
Carte des infrastructures et de l'occupation des sols de la commune en 2018 (CLC).

### Lieux-dits, hameaux et écarts
Il n'existe pas de village du nom de Beaurepaire, les habitants étant repartis entre trois hameaux. Depuis l'est, on trouve d'abord La Croix-Rouge qui doit son nom à un calvaire. On continuant sur la RD 120 en direction de Creil, on trouve une petite ferme, l'entrée du domaine de château de Beaurepaire et le cimetière ; c'est le hameau de Beaurepaire. Un peu en retrait de la route, on trouve ensuite Heumont.

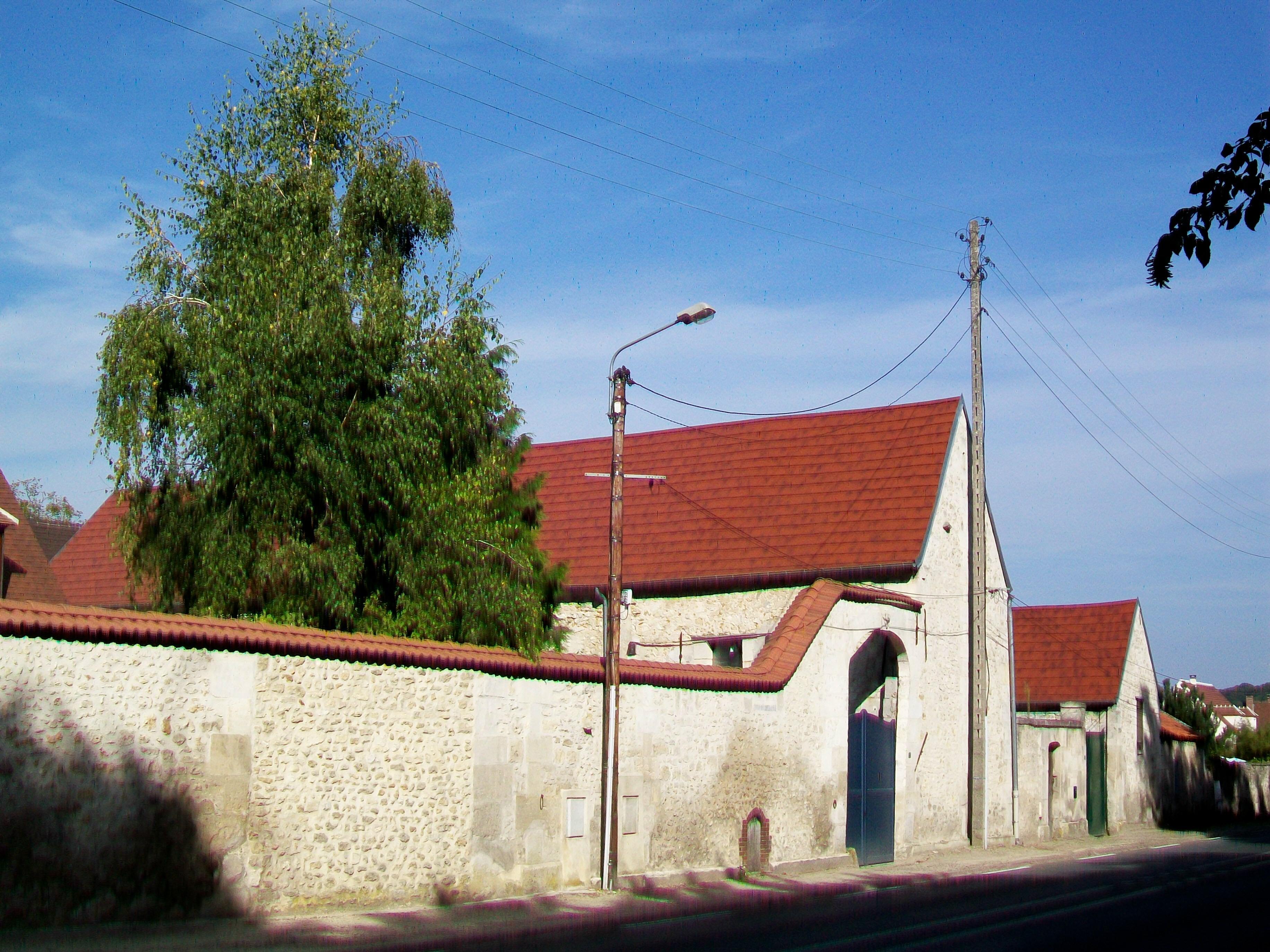
Propriété au hameau de Beaurepaire
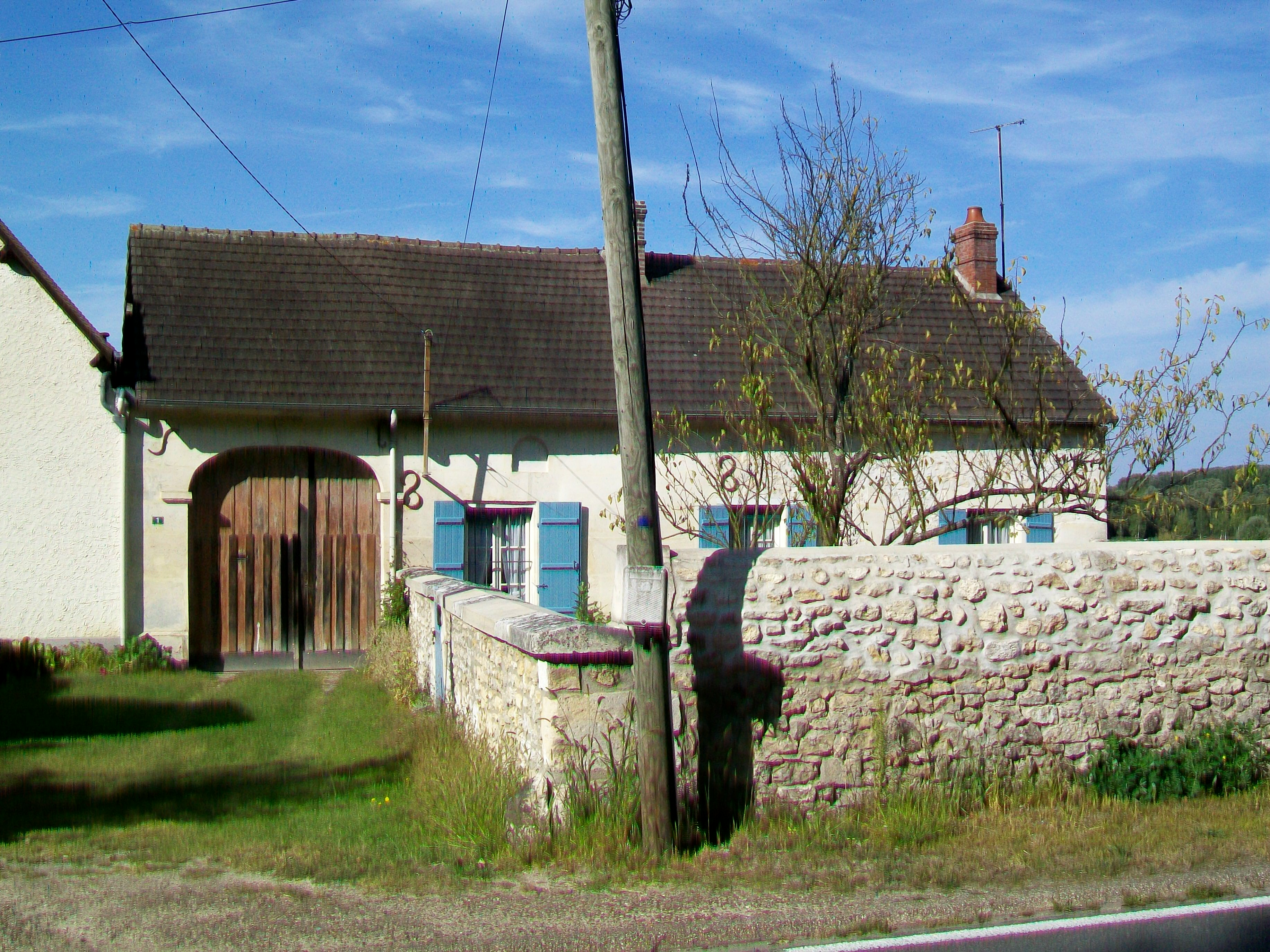
Hameau de Beaurepaire
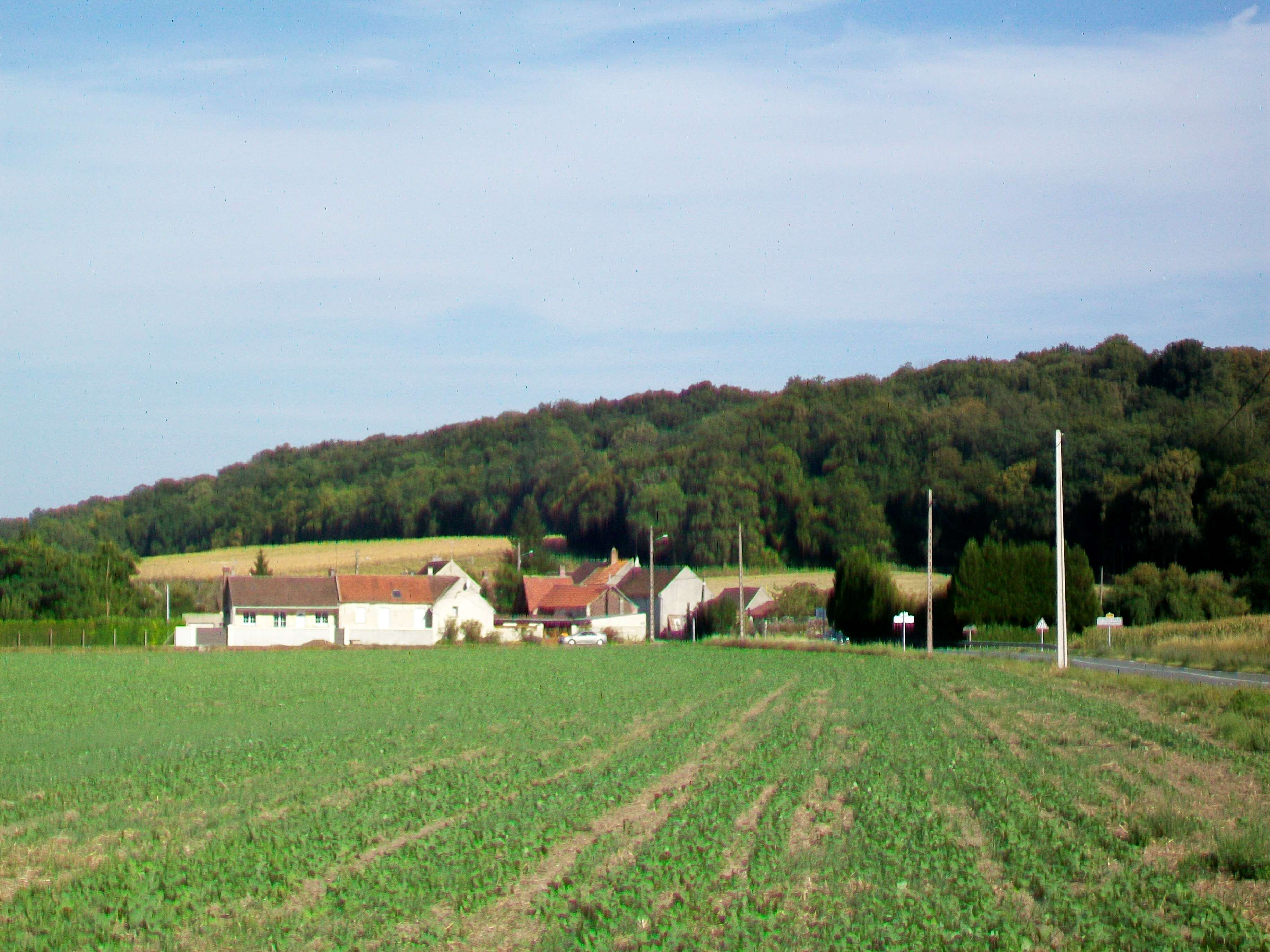
Le hameau de la Croix-Rouge

### Habitat et logement
En 2018, le nombre total de logements dans la commune était de 30, alors qu'il était de 27 en 2013 et de 28 en 2008.
Parmi ces logements, 92,2 % étaient des résidences principales, 3,9 % des résidences secondaires et 3,9 % des logements vacants. Ces logements étaient pour 100 % d'entre eux des maisons individuelles et pour 0 % des appartements.
Le tableau ci-dessous présente la typologie des logements à Beaurepaire en 2018 en comparaison avec celle de l'Oise et de la France entière. Une caractéristique marquante du parc de logements est ainsi une proportion de résidences secondaires et logements occasionnels (3,9 %) supérieure à celle du département (2,5 %) et à celle de la France entière (9,7 %). Concernant le statut d'occupation de ces logements, 64,3 % des habitants de la commune sont propriétaires de leur logement (64 % en 2013), contre 61,4 % pour l'Oise et 57,5 pour la France entière.
| Typologie                                               | Beaurepaire | Oise | France entière |
| ------------------------------------------------------- | ----------- | ---- | -------------- |
| Résidences principales (en %)                           | 92,2        | 90,4 | 82,1           |
| Résidences secondaires et logements occasionnels (en %) | 3,9         | 2,5  | 9,7            |
| Logements vacants (en %)                                | 3,9         | 7,1  | 8,2            |

En 2008, la taille moyenne des ménages était de 2,2 personnes, alors qu'elle avait été encore de 3,4 personnes en 1968, avec un pic de 3,8 personnes en 1975. Le nombre de foyers fiscaux était de trente-deux (dont dix-huit imposables). Dix-sept maisons sont habitées par leurs propriétaires, cinq sont louées et trois autres mises à disposition gratuitement à leurs habitants. Concernant l'âge des maisons, quatre ont été construites entre 1975 et 1989, et toutes les autres datent d'avant 1949] Toutes les maisons habitées comptent au moins trois pièces ; sept comptent quatre pièces et neuf comptent cinq pièces ou plus. Le nombre moyenne de pièces est donc de 4,2. Une maison ne dispose pas de salle de bains avec baignoire ou douche.

### Voies de communication et transports
La commune est desservie, en 2023, par la ligne 6247 du réseau interurbain de l'Oise et par le service de transport à la demande gratuit TAD'OHM mis en place par la communauté de communes des Pays d'Oise et d'Halatte.

## Toponymie
La localité apparaît pour la première fois dans les textes vers 1225 sous le nom Bellum domicilium.
Selon Ernest Nègre, le nom de la commune signifierait : beau logis.

## Histoire

### Le Moyen Âge
L'histoire de Beaurepaire se confond avec celle de son château, de tous temps centre de la vie de la commune, qui n'a jamais été qu'un groupe de trois petits hameaux.
La seigneurie de Beaurepaire est fondé au milieu du XIIIe siècle par la famille de Pont, en soustrayant une partie de sa seigneurie de Pont-Sainte-Maxence pour apanager son fils cadet. Le premier seigneur de Beaurepaire nommément connu est Colart de Pont, mentionné dans un acte de 1288, révélant aussi l'origine de ses quarante livres de rente annuelles : trente-quatre livres sont prélevées sur les fours de la ville de Pont, et les droits de passage sur l'Oise rapportaient six livres. Les archives ne disent pas qui est le constructeur du premier château de Beaurepaire, Colart ou son père. La famille de Pont disparaît au plus tard au milieu du XVe siècle, car Jean de Pont n'a qu'une fille. Celle-ci épouse vers 1415 Mauroy de Saint-Ligier, chef d'une bande armée aux comptes du duc de Bourgogne qui commet des sévices dans la région. En 1425, le château est ruiné lors de la guerre de Cent Ans, et Mauroy entame sa restauration, sans payer pour le bois mis à sa disposition. Après la mort de ses deux fils, sa petite-fille Jeanne hérite de la seigneurie en 1487. Son époux est Antoine de Picquigny, seigneur d'Achy, qui vit jusqu'en 1507.

### LeXVIesiècle
Leur fille Louise hérite de la seigneurie, alors qu'elle est déjà veuve. Avec l'accord de sa mère et son frère, elle met en vente la seigneurie dès 1508 pour échapper aux exigences fiscales de leur suzerain, Guillaume de Montmorency.
L'acquéreur est Adrien de Hénencourt, doyen du chapitre de la cathédrale Notre-Dame d'Amiens, qui possède une importante fortune qu'il dépense surtout pour l'architecture religieuse, mais aussi pour l'acquisition de seigneuries et fiefs, dont à Brenouille, Cinqueux, Rieux et Monceaux. À Beaurepaire, de Henencourt agrandit le territoire de la seigneurie et fait construire tout d'abord la chapelle Saint-Hubert, en 1510. La grille du chœur arbore toujours ses armes. Ensuite, de Hénenquin s'attache à la reconstruction du château, probablement en ruines, et fait édifier le corps de logis au nord de l'aile orientale, qui a peu changé depuis. Tous ces efforts, le chanoine les fait pour établir dignement son neveu Claude de Lameth, fils de sa sœur Jacqueline de Hénencourt avec Antoine de Lameth, gouverneur d'Arras et de Bourges.
Dès 1521, soit deux ans après la fin des travaux, don est fait du fief de Beaurepaire à Claude de Lameth, sous condition d'employer un chapelain. Les Lameth sont une famille de militaires. Claude meurt en 1538, et son troisième fils Pierre lui succède. Il prend pour femme Catherine du Plessis, fille du seigneur de Liancourt, union célébrée en 1571. Commence alors une seconde campagne de construction, dont résulte le château tel qu'il existe aujourd'hui. Pierre de Lameth décède en 1596, et sa femme vit jusqu'en 1620. C'est leur fils aîné, Charles (1576-1645), qui leur succède. Charles de Lameth poursuit également une carrière dans les armées et reçoit la charge de lieutenant de vénerie et de louveterie en forêt d'Halatte. À l'instar de son grand-oncle, il agrandit les terres de la seigneurie, mais fonde également un hospice à Pont, en l'hôtel Mangot, et ordonne l'érection de Beaurepaire en paroisse par une clause testamentaire.

### LesXVIIeetXVIIIesiècles
Face à la perte de revenus que la perte du château de Beaurepaire signifie pour le curé de Pont-Sainte-Maxence, il s'oppose à la création de cette nouvelle paroisse et parvient à la retarder de dix-sept ans. Mais le curé de Pont obtient pour partie gain de cause, car des compensations financières sont régulièrement versées à sa paroisse, si bien que tous les curés de Beaurepaire jusqu'à la Révolution française s'estiment lésés. Le deuxième fils de Charles de Lameth, Augustin, devient le quatrième seigneur de Beaurepaire issu de la famille de Lameth en ligne directe, et sera aussi le dernier, car il laisse trois filles et aucun fils. La première entre dans les ordres, la seconde meurt sans descendance, et la troisième, Catherine-Élisabeth, hérite donc de la seigneurie. Mais trois ans après son mariage avec Armand de Béthune, duc de Charost, en 1692, elle tombe malade et ne peut plus quitter sa chambre pendant les dix-sept dernières années de sa vie. Son fils unique meurt avant elle. C'est donc sa nièce, la fille de la dernière sœur de son mari, à laquelle revient la seigneurie en 1712. Elle s'appelle Renée, née de Sénicourt, et a épousé un cousin de la famille de Lameth, Henri-Louis. Femme de caractère, elle ne veut pas accepter les dégâts causés par le trop abondant gibier dans la forêt d'Halatte, qui est administrée sous le régime de capitainerie de chasse avec le prince de Condé à la tête. Elle pense que son cousin, le prince Charles-Roger de Courtenay, soit plus à même de tenir tête au prince de Condé, étant donné qu'il a du sang royal. De ce fait, Renée lui cède la nue-propriété de Beaurepaire et en conserve l'usufruit.
La marquise Renée de Lameth vit encore jusqu'en 1747. Entre-temps, le prince de Courtenay se suicide à Paris le 7 mai 1730, et sa veuve Marie-Claire de Bretagne-Avaugour gère seule la seigneurie pendant dix ans encore. Elle utilise sa fortune pour soulager les pauvres et fait restaurer l'église de Beaurepaire. Son frère Henry-François de Bretagne-Avaugour hérite de la seigneurie, mais il ne survit à sa sœur que de six ans, et pas plus qu'elle, n'a de postérité. Le testament de Henry-François laisse le choix à sa veuve entre Beaurepaire et un legs de soixante mille livres. Optant pour l'argent, elle laisse la seigneurie au cousin germain de son mari, François-Joseph Le Lièvre, marquis de Fourilles et de La Grange-le-Roy (1726-1808). Il n'emménage au château de Beaurepaire qu'après le décès de Renée de Lameth, soit un an après son héritage. C'est un brillant militaire, qui participe à tous les combats de la guerre de Sept Ans, et est récompensé par Louis XV par la charge de lieutenant général des armées. Il entretient également d'excellents rapports avec le prince de Condé et le duc d'Orléans. À ce titre, le marquis de La Grange lui prête la somme de 400 000 livres d'or pour la dot de sa fille Bathilde d'Orléans. Il ne sera pas remboursé ; ce ne seront que les héritiers du marquis qui récupéreront la grosse somme au bout d'un long procès, après la Restauration.

### La Révolution
Le marquis est un aristocrate libéral et l'un des premiers à prêter serment à la barre de la Constituante. Ceci n'empêche pas son arrestation comme suspect en date du 2 décembre 1793, à laquelle la population de Beaurepaire est tout à fait étrangère. Au contraire, il est toujours apprécié des habitants, et c'est avec une grande joie qu'ils l'accueillent à son retour de prison.
L'abbé Demorlaine, curé de Beaurepaire, n'échappe lui non plus à la prison. Il est détenu d'abord au château de Chantilly puis au château de la Rochefoucauld à Liancourt. Ayant au préalable racheté son presbytère lors de sa mise en vente comme bien national, il peut s'y installer de nouveau. Or, les exactions des révolutionnaires n'ont pas épargné l'église. Le plomb des cercueils du caveau familial a été récupéré, et les ossements des défunts dispersés dans la nature. Avec le Directoire, le calme revient enfin.

### LeXIXesiècle
Le marquis de La Grange achève tranquillement sa vie le 25 avril 1808, et le curé, muté par la suite à Pontpoint, vit jusqu'en 1820. C'est également l'année de disparition du sixième et dernier enfant du marquis, Adélaïde Françoise, héritière de Beaurepaire. De son mariage avec le colonel Jean-Louis Mathevon, baron de Curnieu, elle n'aura qu'un seul enfant, Charles. Cavalier de talent, il rédige plusieurs ouvrages hippiques, mais ne s'intéresse pas beaucoup à Beaurepaire. À l'instar de son grand-père, il laisse le domaine à sa fille. Par mariage de cette dernière avec le marquis (titre de courtoisie) Pierre de Luppé, d'une très ancienne famille du Gers, le château de Beaurepaire vient dans la famille qui le détient toujours à ce jour.

### L'époque contemporaine

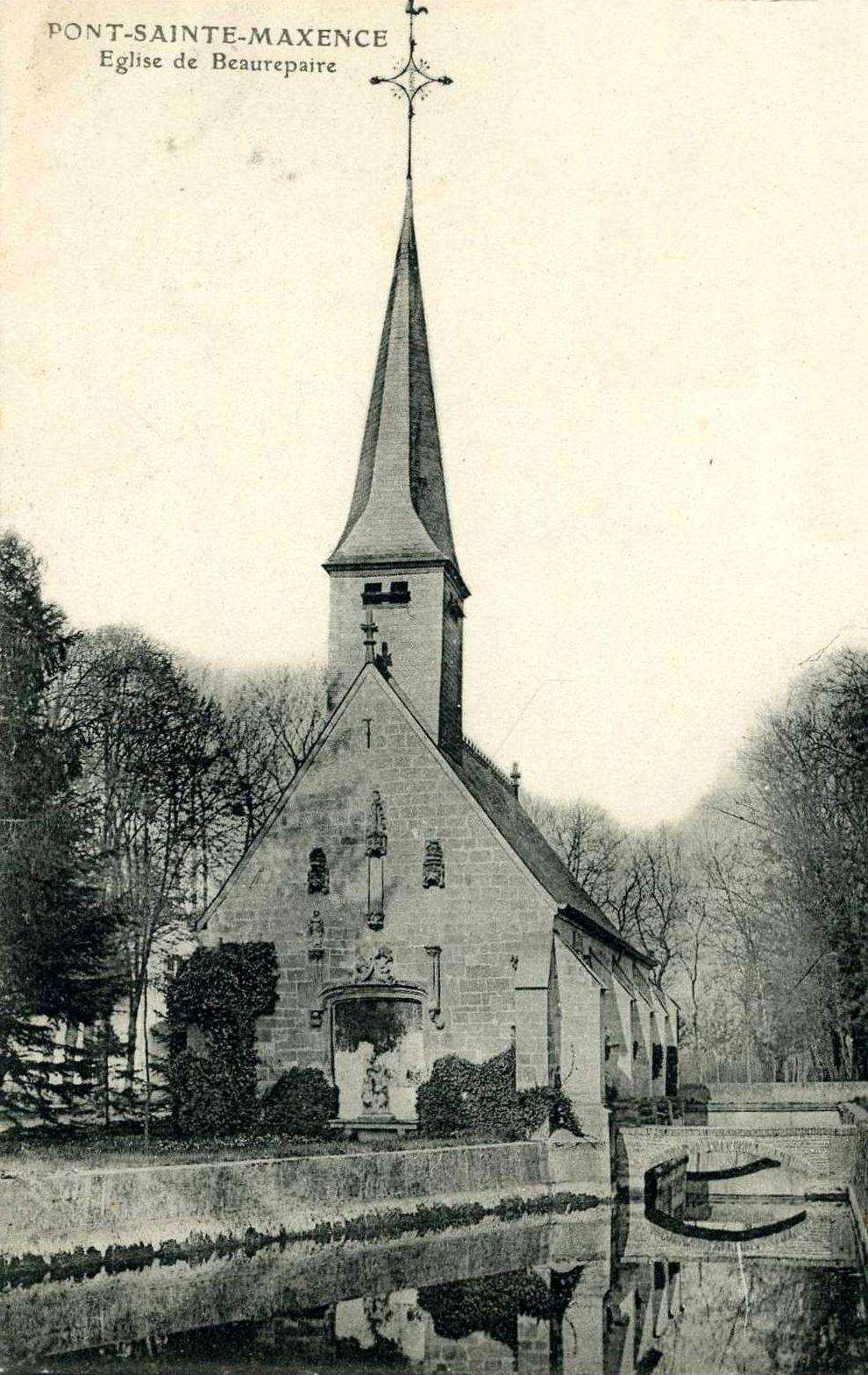
L'église au tout début du XXe siècle.

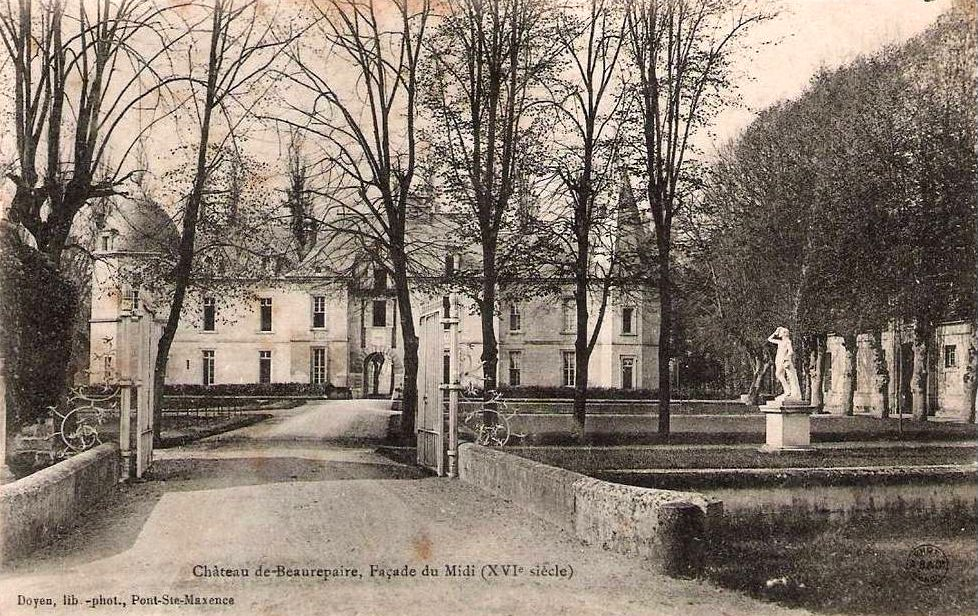
Le château au tout début du XXe siècle.

Le marquis Pierre de Luppé est un ancien élève de l'École des Chartes et travaille comme historien, étudiant notamment le XVIIIe siècle, l'histoire du Valois et de la Picardie. En 1897, il publie un ouvrage intitulé Les Seigneurs de Beaurepaire-sur-Oise : Notes généalogiques et documents (voir dans la bibliographie). Il constitue une bibliothèque importante sur la région et sur le cheval, sa deuxième passion. Mais il fait également entreprendre des travaux de restauration du château et remplace les ruines des anciens communs par une nouvelle ferme. Son fils Albert poursuivra dans la voie de son père et devient, comme lui, maire de Beaurepaire. Après la Première Guerre mondiale, il remet en état le domaine et aide à la restauration de l'abbaye du Moncel, alors en fort mauvais état, en créant une société civile immobilière. Les travaux financés par cette SCI permettent à Eugène-Stanislas Le Senne, évêque de Beauvais, d'installer le petit séminaire de Noyon dans l'ancienne abbaye, en 1923. L'épouse d'Albert, Marthe de Vogüé, consacre beaucoup de son temps à l'aide aux déshérités de Beaurepaire et de Pont-Sainte-Maxence. Malheureusement, elle meurt dans un accident de voiture en novembre 1963.
Christian de Luppé, petit-fils d'Albert et Marthe, a la charge du château de Beaurepaire et représente la quatrième génération à exercer la fonction de maire. Le 25 décembre 2013, il meurt chez lui, à son domicile parisien, à l'âge de 67 ans, des suites d'une leucémie, maladie contre laquelle il luttait depuis plusieurs mois. Il est inhumé le 30 décembre suivant dans le caveau familial derrière la chapelle du château de Beaurepaire.

## Politique et administration

### Rattachements administratifs et électoraux

#### Rattachements administratifs
La commune se trouve  dans l'arrondissement de Senlis du département de l'Oise.
Elle faisait partie depuis 1793 du canton de Pont-Sainte-Maxence. Dans le cadre du redécoupage cantonal de 2014 en France, cette circonscription administrative territoriale a disparu, et le canton n'est plus qu'une circonscription électorale.

#### Rattachements électoraux
Pour les élections départementales, la commune fait partie depuis 2014 d'un nouveau  canton de Pont-Sainte-Maxence
Pour l'élection des députés, elle fait partie de la quatrième circonscription de l'Oise.

### Intercommunalité
Beaurepaire est membre de la communauté de communes des pays d'Oise et d'Halatte, un établissement public de coopération intercommunale (EPCI) à fiscalité propre créé fin 1997  et auquel la commune a transféré un certain nombre de ses compétences, dans les conditions déterminées par le code général des collectivités territoriales.

### Administration municipale
Le nombre d'habitants au dernier recensement étant inférieur à 100, le nombre de membres du conseil municipal est de 7.

### Liste des maires
| Période                                  | Période                       | Identité                   | Étiquette | Qualité                                                       |
| ---------------------------------------- | ----------------------------- | -------------------------- | --------- | ------------------------------------------------------------- |
| Les données manquantes sont à compléter. |                               |                            |           |                                                               |
| vers 1910                                |                               | Marquis Pierre de Luppé    |           | Châtelain de Beaurepaire                                      |
|                                          |                               | Marquis Albert de Luppé    |           | Châtelain de Beaurepaire Fils du précédent                    |
|                                          | 1980                          | Marquis Pierre de Luppé    |           | Châtelain de Beaurepaire Fils du précédent                    |
| 1980                                     | 25 décembre 2013              | Marquis Christian de Luppé | DVD       | Châtelain de Beaurepaire Fils du précédent Décédé en fonction |
| 2014                                     | En cours (au 2 décembre 2020) | Patricia Leysens           |           | Agricultrice retraitée Réélu pour le mandat 2020-2026         |

## Population et société

### Démographie

#### Évolution démographique
L'évolution du nombre d'habitants est connue à travers les recensements de la population effectués dans la commune depuis 1793. Pour les communes de moins de 10 000 habitants, une enquête de recensement portant sur toute la population est réalisée tous les cinq ans, les populations de référence des années intermédiaires étant quant à elles estimées par interpolation ou extrapolation. Pour la commune, le premier recensement exhaustif entrant dans le cadre du nouveau dispositif a été réalisé en 2004.

En 2022, la commune comptait 64 habitants, en évolution de −4,48 % par rapport à 2016 (Oise : +0,87 %, France hors Mayotte : +2,11 %).
| 1793 | 1800 | 1806 | 1821 | 1831 | 1836 | 1841 | 1846 | 1851 |
| ---- | ---- | ---- | ---- | ---- | ---- | ---- | ---- | ---- |
| 125  | 119  | 134  | 116  | 133  | 125  | 134  | 108  | 105  |

| 1856 | 1861 | 1866 | 1872 | 1876 | 1881 | 1886 | 1891 | 1896 |
| ---- | ---- | ---- | ---- | ---- | ---- | ---- | ---- | ---- |
| 102  | 77   | 74   | 75   | 80   | 63   | 61   | 71   | 82   |

| 1901 | 1906 | 1911 | 1921 | 1926 | 1931 | 1936 | 1946 | 1954 |
| ---- | ---- | ---- | ---- | ---- | ---- | ---- | ---- | ---- |
| 83   | 92   | 94   | 102  | 101  | 109  | 108  | 95   | 106  |

| 1962 | 1968 | 1975 | 1982 | 1990 | 1999 | 2004 | 2006 | 2009 |
| ---- | ---- | ---- | ---- | ---- | ---- | ---- | ---- | ---- |
| 113  | 91   | 84   | 70   | 74   | 67   | 62   | 60   | 56   |

| 2014 | 2019 | 2022 | - | - | - | - | - | - |
| ---- | ---- | ---- | - | - | - | - | - | - |
| 62   | 66   | 64   | - | - | - | - | - | - |

#### Pyramide des âges
La population de la commune est relativement âgée.
En 2018, le taux de personnes d'un âge inférieur à 30 ans s'élève à 25,8 %, soit en dessous de la moyenne départementale (37,3 %). À l'inverse, le taux de personnes d'âge supérieur à 60 ans est de 28,8 % la même année, alors qu'il est de 22,8 % au niveau départemental.
En 2018, la commune comptait 34 hommes pour 32 femmes, soit un taux de 51,52 % d'hommes, largement supérieur au taux départemental (48,89 %).
Les pyramides des âges de la commune et du département s'établissent comme suit.
| Hommes | Classe d’âge | Femmes |
| ------ | ------------ | ------ |
| 2,9    | 90 ou +      | 0,0    |
| 8,8    | 75-89 ans    | 12,5   |
| 11,8   | 60-74 ans    | 21,9   |
| 20,6   | 45-59 ans    | 21,9   |
| 29,4   | 30-44 ans    | 18,8   |
| 11,8   | 15-29 ans    | 6,3    |
| 14,7   | 0-14 ans     | 18,8   |

| Hommes | Classe d’âge | Femmes |
| ------ | ------------ | ------ |
| 0,5    | 90 ou +      | 1,4    |
| 5,5    | 75-89 ans    | 7,6    |
| 15,6   | 60-74 ans    | 16,3   |
| 20,8   | 45-59 ans    | 20     |
| 19,4   | 30-44 ans    | 19,4   |
| 17,6   | 15-29 ans    | 16,2   |
| 20,6   | 0-14 ans     | 19,1   |

### Culte
Beaurepaire n'a plus de curé en titre et dépend de la paroisse catholique Sainte-Maxence de Pont-Sainte-Maxence au sein du diocèse de Beauvais, Noyon et Senlis, suffragant de l'archidiocèse de Reims. Les messes dominicales ne sont plus célébrées.

## Économie
Beaurepaire comptait en 2008 quarante-et-une personnes de 15  à   64 ans, dont trente étaient des actifs ayant un emploi, et deux des chômeurs. On note une parité homme-femme entre les personnes ayant un emploi, et seulement une personne de moins de 25 ans travaillant. Sur la commune de Beaurepaire, seulement dix emplois ont été recensés, dont six en salariat, et un en temps partiel. Un de ces dix emplois était occupé par une personne n'habitant pas la commune.
Au 1er janvier 2010, Beaurepaire compte deux entreprises, toutes les deux du secteur des transports et services divers, ainsi qu'un établissement du même secteur, soit au total trois établissements actifs sur la commune. Le 31 décembre 2009, le nombre d'établissements du même secteur était encore de quatre. S'y ajoutaient deux exploitations agricoles et un établissement appartenant au secteur de l'administration publique, à savoir la mairie, soit au total sept établissements sur la commune. Du fait que les différentes données ne correspondent pas aux mêmes dates, et avec la petite taille de la commune, il n'est pas possible de donner un aperçu complet de sa situation économique pour une date donnée. Mais comme aucune entreprise n'a été créée en 2010, et comme le nombre d'établissements actifs est passé de sept à trois entre 2009 et 2010, l'on doit supposer que le nombre d'emplois à Beaurepaire n'atteint plus sa valeur de 2008. Déjà en 2009, un unique établissement employait des salariés, au nombre de deux seulement.

## Culture locale et patrimoine

### Lieux et monuments

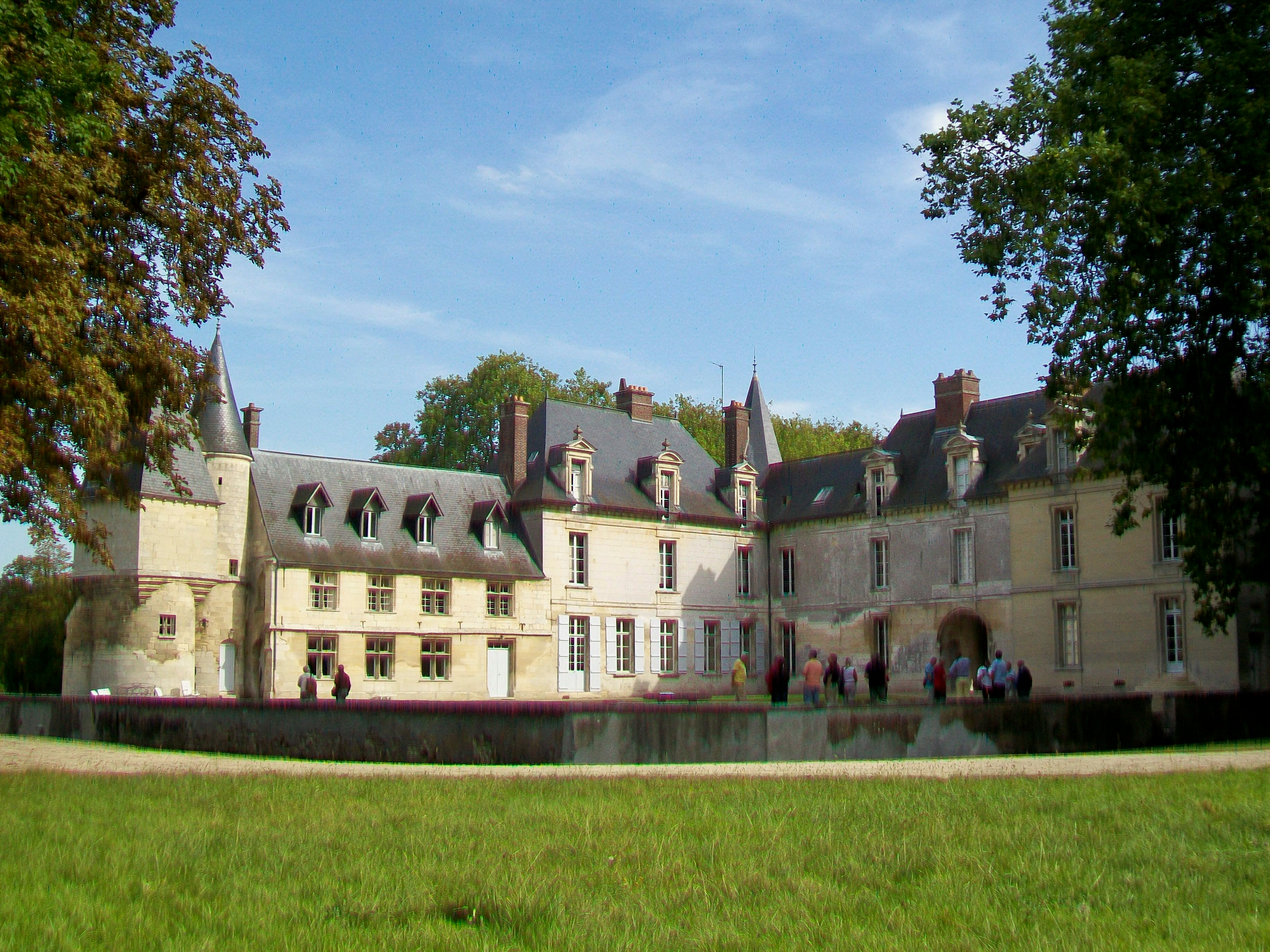
Vue d'ensemble du château depuis le nord-ouest.

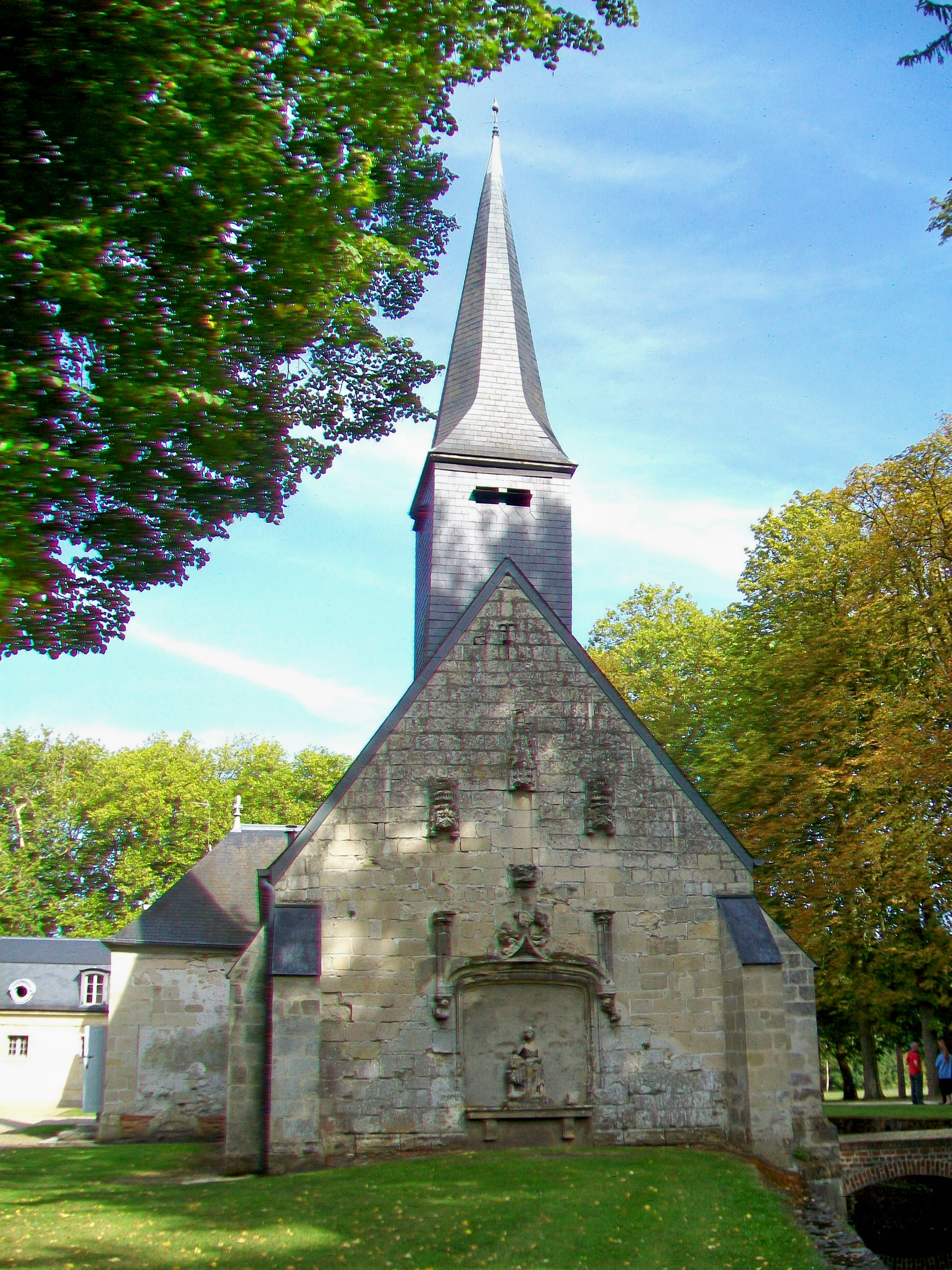
Église Saint-Hubert.

Beaurepaire compte deux monuments historiques, le château de Beaurepaire et l'église Saint-Hubert dans le parc du château. Il n'y a pas de bâtiments remarquables en dehors du domaine du château.
- Château de Beaurepaire, RD 120 (façades, toitures et cheminées inscrits monument historique par arrêté en 1978[40]) : 
le château de Beaurepaire est le plus ancien des environs de la forêt d'Halatte et sans doute aussi le plus pittoresque, succession de bâtiments disposés en équerre, d'une « harmonieuse complexité ». 
Du premier château médiéval du XIIIe siècle, ne subsistent guère plus qu'une cave et un escalier en colimaçon. Généralement, on peut distinguer entre une aile sud et une aile nord, qui ne sont toutefois pas homogènes. L'aile méridionale est celle que l'on aperçoit en se rapprochant du château par l'allée d'accès, depuis la grille d'entrée sur la route. Elle comporte en son centre un portail, jadis précédé d'un pont-levis. À côté, subsiste l'ancienne cuisine de 1425 (construite sous Mauroy de Saint-Ligier), intégrée après remaniement dans les bâtiments de la période 1577/1614 qui forment l'essentiel du château et sont dus à Pierre de Lameth, gouverneur de Creil, et sa femme Catherine du Plessis. 
Toutefois, le bâtiment entre la tour octogonale de 1577 à l'extrémité ouest et le corps central n'a été ajouté qu'en 1901, et le toit en dôme de la tour mentionnée ne date que de 1871/1884. 
L'aile septentrionale représente le corps de logis principal, et il se compose de deux bâtiments, dont celui du nord est plus bas et provient encore de la première reconstruction du château sous Adrien de Hénencourt, après 1510. En subsistent encore les fenêtres à meneaux d'origine. Ensuite, à l'extrémité nord, un curieux ensemble termine le château : une tourelle d'escalier, un pavillon carré sur la base d'une grosse tour ronde, et un autre pavillon carré en encorbellement sur une base plus petite. Reste à signaler une troisième aile au nord, démolie en 1809 en raison de sa vétusté[41],[42],[40]. - Résidence privée, le château n'est ouvert au public que le dimanche des journées du patrimoine[43]. Bien que la mairie soit située au château, un panneau « Propriété privée - Défense d'entrer » flanque le portail du domaine. Le château est à peine visible depuis le domaine public.

- Église paroissiale Saint-Hubert, dans le parc du château (inscrite monument historique avec le château en 1978[40],[44]) : construite comme chapelle du château pour Adrien de Hénencourt à partir de 1510, c'est un bâtiment à nef unique de quatre travées non voûtées, de style Renaissance. 
Les huit fenêtres sont toutefois en tiers-point. Le chœur est à pans coupés. Un clocher en charpente à la flèche pointue surmonte la première travée, près de la façade occidentale. À l'intérieur, subsiste un jubé finement sculpté séparant la nef du chœur, où se trouvent cinq pierres tombales aux inscriptions effacées. 
Le caveau seigneurial est contenu dans une petite chapelle à gauche de l'autel, décorée de boiseries style Louis XVI. La chapelle a été érigée en paroisse par le testament de Charles de Lameth (1576-1645), mais en raison de la vive opposition du curé de Pont-Sainte-Maxence, qui ne voulait pas perdre les importants revenus liés au château de Beaurepaire, il fallut dix-sept ans pour que la paroisse soit définitivement créée en 1662[42],[45]. 
Les propriétaires du château ont donné l'église à la commune de Beaurepaire vers la fin du XIXe siècle. Des messes ne sont plus célébrées qu'à l'occasion de la fête de saint Hubert ou de fêtes familiales[40],[46]. Bien qu'appartenant à la commune, l'accès à la chapelle se heurte au panneau « Propriété privée - Défense d'entrer » à l'entrée du domaine du château.

- Le mur du château : autrefois il existait un mur d'enceinte qui protégeait le domaine et le château. C'est lors de la Seconde Guerre mondiale que les Allemands réquisitionnent ce même mur afin de remblayer et de construire l'aérodrome de Creil, qui sert aujourd'hui à la base aérienne. Il reste néanmoins le porche et une partie du mur situé du côté du village (dégradé cependant).

On peut également signaler :
- Le calvaire du hameau de la Croix-Rouge : ce calvaire n'est d'ailleurs pas à sa place d'origine : il a en effet été déplacé.
- Le monument aux morts, RD 120 : la commune de Beaurepaire compte cinq morts pour la France concernant la Première Guerre mondiale. Tous les combattants de la Seconde Guerre mondiale sont revenus.
- Le carrefour des Veneurs dans la forêt d'Halatte avec sa croix.

### Personnalités liées à la commune
- Adrien de Hénencourt († 1530), doyen du chapitre de la cathédrale d'Amiens, licencié de droit civil et docteur de droit canon, rachète la seigneurie de Beaurepaire en 1507, l'agrandit et la donne à son neveu en 1521.
- Albert de Luppé (1893-1970), homme de lettres et historien, membre de la Société de l'histoire de France.

### Tradition locale
La tradition de Beaurepaire veut que le village se réunisse tous les Noëls (souvent le dimanche précédent le jour de Noël) au château afin de partager un goûter dans la convivialité et la joie de se retrouver entre habitants du village. Tous les enfants de moins de 16 ans sont priés de s'asseoir par terre devant le sapin de Noël pour recevoir leurs cadeaux, après avoir entendu le discours du maire[réf. nécessaire].

### Héraldique
| Blason de Beaurepaire | Blason  | D'azur aux trois bandes d'or.                    |
| Blason de Beaurepaire | Détails | Le statut officiel du blason reste à déterminer. |